# Тарайр, Жан Жозеф
Жан-Жозеф Тарайр (фр. Jean-Joseph Tarayre; 21 мая 1770, Сользак, Саль-ла-Сурс — 27 ноября 1855, Родез) — французский и номинально голландский военачальник, участник Наполеоновских войн, бригадный генерал (1801; 1810), генерал-лейтенант (1808; 1814). 

## Биография
Родился в 1770 году в деревне Сользак (фр.) поблизости от населённых пунктов Саль-ла-Сурс и Марсийак-Валлон в семье зажиточных крестьян Франсуа Тарайра и Антуанетты Пужоль; был вторым ребёнком из 12.
Обучался сперва в духовной семинарии, а затем в коллегиуме в Родезе, и, впечатлив окружающих своими способностями, в 20 лет стал представителем своего родного департамента Аверон на первом Празднике Федерации 1790 года в революционном Париже.
С началом Революционных войн, в 1792 году записался во Второй батальон добровольцев Аверона. Был ранен в правую ногу при осаде Тулона в декабре 1793 года, затем несколько лет воевал в Италии. После этого отправился в Египет в составе 56-й линейной пехотной полубригады (полка) в составе армии генерала Бонапарта]]. Был ранен в бедро и в грудь в ходе боёв за город Сен-Жан-д'Акр, и за отличие был произведён в шефы батальона. После отъезда Бонапарта из Египта, оставался там с большей частью армии, служил под командованием Бельяра и Мену. В 1801 году возвратился во Францию. Бригадный генерал.
В течение нескольких следующих мирных лет продолжал служить в армии, где сблизился с Луи Бонапартом, братом Наполеона. Когда Луи Бонапарт был сделан королём Голландии, то Тарайр, по его просьбе, перешёл на голландскую службу и возглавил Гренадерский полк голландской гвардии. От Луи Бонапарта получил чин генерал-лейтенанта (1808) и должность губернатора крепости Берген-оп-Зом (1809). В том же году участвовал в боевых действиях против англичан, которые неудачно пытались высадиться на острове Валхерен.
Когда Голландское королевство было упразднено и включено в состав Франции, Тарайр вернулся на французскую службу, но снова с чином бригадного генерала. В 1812 году он стал бароном империи и в том же году был прикомандирован к главному штабу Великой армии. Однако, уже в июне 1812 года получил под своё командование бригаду из корпуса Даву, с которой проделал всю русскую кампанию. В 1813 году командовал пехотной бригадой в корпусе маршала Нея (Лютцен, Бауцен). За отличие был награждён командорской степенью ордена Почётного легиона (август 1813) и назначен начальником штаба 3-го корпуса вместо генерала Жомини. Сражался при Кацбахе, Лейпциге и Ганау, после чего снова возглавил пехотную бригаду, на сей раз, в составе 4-го армейского корпуса.
Весной 1814 года находился в Париже. При Первой Реставрации Бурбонов вторично получил чин генерал-лейтенанта и орден Святого Людовика. Вторая из этих почестей была ординарной — орден получили почти все присягнувшие Бурбонам генералы; первая — более редкой и намекала, что в годы наполеоновского правления генерал был несправедливо обойдён производством в чин. Остался в стороне от событий Ста дней, передав командование генералу Бигарре. В 1819 году был избран депутатом, занимал крайне левую позицию (относительно других членов парламента), в 1820 году был изгнан оттуда и удалился в Сользак.
Активно поддержал революцию 1830 года (командовал Национальной гвардией Родеза), и, убедившись в её победе и отсутствии внешних угроз для Франции, вышел в отставку (1835).
В дальнейшем серьёзно увлёкся сельским хозяйством, пытался применить в своем поместье передовые методы хозяйствования, ранее увиденные в Голландии. Был избран президентом Сельскохозяйственного общества Аверона (фр.) и членом Общества литературы, наук и искусства Аверона (фр.).
Скончался в 1855 году в городе Родез.
Наполеон не любил Тарайра, как и Бельяра, Ренье и других генералов, которых он бросил в Египте под началом Клебера, и которые не последовали за ним. По этой причине все годы Первой империи Тарайр оставался бригадным генералом, не считая нескольких лет, проведённых им на голландской службе. Тем не менее, он верно служил империи, и, хотя не поддержал Наполеона во время Ста дней, в дальнейшем был известен как критик вернувшейся династии Бурбонов и человек патриотических взглядов.